# Mierenspringstaart
De mierenspringstaart (Cyphoderus albinus) is een springstaartensoort uit de familie van de Cyphoderidae. De wetenschappelijke naam van de soort is voor het eerst geldig gepubliceerd in 1842 door Nicolet.